# Zoonomia
Zoonomia o Le leggi organiche della vita è un'opera in due volumi di Erasmus Darwin scritta tra il 1794 ed il 1796, che tratta di medicina e contiene alcune idee base della teoria dell'evoluzione, poi meglio sviluppate dal nipote dell'autore, Charles Darwin.

## Contenuto
Questo è il libro più importante della produzione di Darwin, che contiene elementi di fisiologia, anatomia, e patologia e un trattato sulla riproduzione, in cui anticipa le teorie di Jean-Baptiste Lamarck ed il suo Lamarckismo, precedente alla teoria moderna dell'evoluzione e del Neodarwinismo. Darwin basò i suoi studi sulle teorie psicologiche dell'associazionismo di David Hartley. L'essenza di queste teorie, sono contenute nel passaggio seguente, dal quale egli trae la conclusione che un unico e identico tipo di "filamento vivente" è ed è stata la causa dei tutta la vita organica:
(David Hartley)

## Influenze
Il poeta romantico inglese William Wordsworth ha usato Zoonomia come fonte per "Goody Blake and Harry Gill", una poesia facente parte della raccolta delle Ballate liriche del 1789.